# Färöischer Fußballpokal 1959
Der Färöische Fußballpokal 1959 wurde zum fünften Mal ausgespielt. Im Endspiel, welches im Gundadalur-Stadion in Tórshavn auf Kunstrasen ausgetragen wurde, siegte HB Tórshavn mit 1:0 gegen Titelverteidiger B36 Tórshavn und konnte den Pokal somit zum dritten Mal gewinnen.
HB Tórshavn und B36 Tórshavn belegten in der Meisterschaft die Plätze zwei und eins. Titelverteidiger TB Tvøroyri schied hingegen im Halbfinale aus.

## Teilnehmer
Teilnahmeberechtigt waren folgende vier Mannschaften der Meistaradeildin:
| Meistaradeildin                               |
| B36 Tórshavn HB Tórshavn TB Tvøroyri VB Vágur |

## Modus
Für den Pokal waren alle Erstligisten zugelassen, KÍ Klaksvík nahm jedoch nicht teil. Alle Runden wurden im K.-o.-System ausgetragen.

## Halbfinale
|              | Ergebnis |             |
| ------------ | -------- | ----------- |
| B36 Tórshavn | 10:10    | VB Vágur    |
| HB Tórshavn  | 8:1      | TB Tvøroyri |

## Finale
| Paarung  | HB Tórshavn – B36 Tórshavn |
| Ergebnis | 1:0                        |
| Stadion  | Gundadalur, Tórshavn       |
| Tore     | 1:0 ? (?.)                 |